# Кадир (имя)
Кадир, Кадыр (араб. قادر‎) — мужское имя арабского происхождения, в переводе с арабского означает «могущественный», «почетный». Распространено у мусульманских народов.

## Аль-Кадир
Аль-Кадир (араб. القادر — аль-ка́дир) — одно из имён Аллаха, входит в число 99 имён Аллаха, переданных в хадисе от Абу Хурайры. Оно может применяться исключительно для обращения к Аллаху. Имя Аль-Кадир употребляется в Коране 9 раз. Имя Аль-Кадир имеет много значений, относящихся к понятию могущества Аллаха «Всемогущий», «Могущественный», «Всесильный». И сотворить из ничего и может уничтожить сущее; тот, кто может создать бытие из небытия и может превратить в небытие; делающий всё мудро.

## Абдул-Кадир
Абдул-Кадир (араб. عبد القادر — ’абду-ль-ка́дир) — двусоставное мужское имя арабского происхождения. Имя Абдул-Кадир состоит из двух слов Абд (слуга, раб) и аль-Кадир (Могущественный), в переводе с арабского означающее «слуга Могущественного», «раб Всемогущего».

## Фамилии
- Кадиров
- Кадыров